# I Know You Want Me (Calle Ocho)
I Know You Want Me (Calle Ocho) ist ein Lied des US-amerikanischen Rappers Pitbull aus dem Jahr 2009, das als Single zum weltweiten Top-10-Hit und Millionenseller avancierte.

## Hintergrund
I Know You Want Me ist ein Remix von Nicola Fasanos Dancetitel 75, Brazil Street und erschien bei dem Label Ultra Records, mit dem Pitbull vorher schon bei seiner Single The Anthem zusammengearbeitet hatte.

## Musikvideo
Das Musikvideo zu I Know You Want Me (Calle Ocho) entstand unter der Regie von David Rousseau und zählte, nachdem es im Mai 2013 neu hochgeladen wurde, bis August 2024 über 178 Millionen Aufrufe auf der Videoplattform YouTube.

## Kommerzieller Erfolg

### Chartplatzierungen
| ChartsChartplatzierungen       | Höchstplatzierung | Wochen |
| ------------------------------ | ----------------- | ------ |
| Deutschland (GfK)              | 8 (24 Wo.)        | 24     |
| Österreich (Ö3)                | 3 (30 Wo.)        | 30     |
| Schweiz (IFPI)                 | 2 (38 Wo.)        | 38     |
| Vereinigte Staaten (Billboard) | 2 (35 Wo.)        | 35     |
| Vereinigtes Königreich (OCC)   | 4 (21 Wo.)        | 21     |

| ChartsJahrescharts (2009)      | Platzierung |
| ------------------------------ | ----------- |
| Deutschland (GfK)              | 38          |
| Österreich (Ö3)                | 16          |
| Schweiz (IFPI)                 | 11          |
| Vereinigte Staaten (Billboard) | 17          |
| Vereinigtes Königreich (OCC)   | 59          |

### Auszeichnungen für Musikverkäufe
| Land/Region                  | Auszeichnungen für Musikverkäufe (Land/Region, Auszeichnung, Verkäufe) | Verkäufe  |
| ---------------------------- | ---------------------------------------------------------------------- | --------- |
| Australien (ARIA)            | Platin                                                                 | 70.000    |
| Belgien (BRMA)               | Gold                                                                   | 15.000    |
| Dänemark (IFPI)              | Platin                                                                 | 90.000    |
| Deutschland (BVMI)           | Gold                                                                   | 150.000   |
| Italien (FIMI)               | Platin                                                                 | 100.000   |
| Kanada (MC)                  | 4× Platin                                                              | 320.000   |
| Neuseeland (RMNZ)            | Platin                                                                 | 15.000    |
| Niederlande (NVPI)           | Gold                                                                   | 25.000    |
| Schweiz (IFPI)               | Gold                                                                   | 15.000    |
| Spanien (Promusicae)         | 3× Platin                                                              | 120.000   |
| Südkorea (KMCA)              | —                                                                      | 103.666   |
| Vereinigte Staaten (RIAA)    | 2× Platin                                                              | 2.000.000 |
| Vereinigtes Königreich (BPI) | Platin                                                                 | 600.000   |
| Insgesamt                    | 4× Gold · 14× Platin ·                                                 | 3.623.666 |

Hauptartikel: Pitbull (Rapper)/Auszeichnungen für Musikverkäufe